# Любимовская поселковая община
Любимовская поселковая община (укр. Любимівська селищна громада) — территориальная община в Каховском районе Херсонской области Украины. Создана в ходе административно-территориальной реформы 30 августа 2016 года на территории упразднённого Горностаевского района путём объединения Каирского, Любимовский и Василевского сельских советов. На 2022 год община включает 4 села и 2 посёлка. Своё название община получила от названия административного центра, где размещены органы власти — посёлка Любимовка. Население общины на 1 января 2019 года составляло 11 357 человек, площадь общины 413,69 км².

## Населённые пункты
В состав общины входят посёлок Любимовка, сёла Василевка, Камышанка, Лукьяновка, Софиевка и посёлок Заветное.

## История общины
Создана в ходе административно-территориальной реформы 30 августа 2016 года на территории упразднённого Горностаевского района путём объединения Каирского, Любимовский и Василевского сельских советов. Население общины на момент создания составляло 14 390 человек, площадь общины 560 км².
В июле 2020 года решением Кабинета министров Украины село Каиры было передано Горностаевской поселковой общине.
В июле 2020 года Горностаевский район в рамках административно-территориальной реформы был ликвидирован, и община вошла в состав укрупнённого Каховского района.
С марта 2022 года община находится под российской оккупацией в ходе вторжения России в Украину.